# دومينيك ريت
دومينيك ريت (بالألمانية: Dominik Reiter) هو لاعب كرة قدم نمساوي في مركز الهجوم، ولد في 4 يناير 1998 في Grieskirchen ‏ في النمسا. لعب مع لاسك لينتس.

## وصلات خارجية
- دومينيك ريت على موقع قاعدة بيانات كرة القدم.إي يو (الإنجليزية)
- دومينيك ريت على موقع Soccerway.com (الإنجليزية)
- دومينيك ريت على موقع عالم كرة القدم.نت (الإنجليزية)